# بوعمران
بوعمران وهو أحد بحور الشعر الشعبي الحساني وهو يتكون من سبعة متحركات في كل شطر أو (تافلويت) ومحل الكدعة فيه في المقطع الأول من كل تافلويت وهو من ابتوتت بياظ كر وينقسم : إلى بوعمران لكحل وبعمران لبيظ.
بوعمران لكحل
مثال' :
| سُوحْ | لَتْ | مَضْ | غُو | مَتْ | لَشْ | قَافْ |
| --- | -- | -- | -- | -- | -- | --- |
| 1   | 2  | 3  | 4  | 5  | 6  | 7   |

مثال آخر